# Alloy (Virginia Occidental)
Alloy es un área no incorporada ubicada en el condado de Fayette (Virginia Occidental), Estados Unidos. Está catalogada como un asentamiento humano por la Junta de Nombres Geográficos de los Estados Unidos. Su número de identificación (ID) es 1553716. Se encuentra a 202 m s. n. m. (663 pies).
Alloy se conocía originalmente como Boncar (anagrama de carbón) hasta mediados de los años 1930. Tanto el nombre original del lugar como el actual hacen referencia a la planta de ferroaleaciones que todavía funciona (y que produce aproximadamente el 30% de todo el metal de silicio de Norteamérica). 